# Giovanni Allevi
Giovanni Allevi (nasceu em Ascoli Piceno, a 9 de Abril de 1969) é um pianista e compositor Italiano.

## Biografia

### Educação
Allevi concluiu em 1990 o curso de piano no Conservatório "F. Morlacchi" em Perúgia e, em 2001, o curso de composição na Academia de Música "G. Verdi" em Milão.
Graduou-se em 1998 em Filosofia com a tese "Il vuoto nella Fisica contemporanea" e frequentou a Accademia Internazionale di Alto Perfezionamento em Arezzo, sob a direcção do maestro Carlo Alberto Neri.
Em 1991 prestou serviço militar na Banda Nazionale do Exército de Itália. Como pianista solista da Banda interpretou ''Rhapsody in blue'' por George Gershwin e Concerto de Varsóvia por Richard Addinsell durante uma digressão em vários teatros italianos.
No final do serviço militar, Allevi começou a apresentar em concerto um repertório composto exclusivamente por composições próprias e simultaneamente frequentou os cursos de "Bio-música e Musicoterapia" pelo professor Mario Corradini.

### Livros
La Musica in Testa - O seu primeiro livro publicado a 5 de Março de 2008. É um diário que reúne os seus pensamentos, experiências e anedotas antes do seu sucesso.

## Discografia

### Álbuns/CD
- 13 Dita (1997)
- Composizioni (2003)
- No concept (2005)
- Joy (2006)
- Evolution (13 de Junho de 2008)
- Alien (28 de Setembro de 2010)

### Ao Vivo
- Allevilive (2007)

### Concertos/DVD
- Joy tour 2007 (2007)